# Chauvetia
Chauvetia is een geslacht van weekdieren uit de klasse van de Gastropoda (slakken).

## Soorten
- Chauvetia affinis (Monterosato, 1889)
- Chauvetia austera Oliver & Rolán, 2009
- Chauvetia balgimae Gofas & Oliver, 2010
- Chauvetia bartolomeoi Ardovini, 2008
- Chauvetia borgesi Oliver & Rolán, 2009
- Chauvetia brunnea (Donovan, 1804)
- Chauvetia candidissima (Philippi, 1836)
- Chauvetia crassior (Odhner, 1932)
- Chauvetia decorata Monterosato, 1889
- Chauvetia dentifera Gofas & Oliver, 2010
- Chauvetia distans Oliver & Rolán, 2009
- Chauvetia edentula Oliver & Rolán, 2009
- Chauvetia errata Oliver & Rolán, 2009
- Chauvetia gigantea Oliver, Rolán & Pelorce, 2008
- Chauvetia gigantissima Oliver & Rolán, 2009
- Chauvetia giunchiorum (Micali, 1999)
- Chauvetia hernandezi Oliver & Rolán, 2009
- Chauvetia inopinata Landau, da Silva & Vermeij, 2015 †
- Chauvetia joani Oliver & Rolán, 2008
- Chauvetia lamyi Knudsen, 1956
- Chauvetia lefebvrii (Maravigna, 1840)
- Chauvetia lineolata (Tiberi, 1868)
- Chauvetia luciacuestae Oliver & Rolán, 2008
- Chauvetia mamillata (Risso, 1826)
- Chauvetia maroccana Gofas & Oliver, 2010
- Chauvetia megastoma Oliver & Rolán, 2009
- Chauvetia multilirata Oliver & Rolán, 2008
- Chauvetia pardacuta Oliver & Rolán, 2008
- Chauvetia pardofasciata Oliver & Rolán, 2008
- Chauvetia peculiaris Oliver & Rolán, 2009
- Chauvetia pelorcei Oliver & Rolán, 2008
- Chauvetia procerula (Monterosato, 1889)
- Chauvetia recondita (Brugnone, 1873)
- Chauvetia retifera (Brugnone, 1880)
- Chauvetia robustalba Oliver & Rolán, 2008
- Chauvetia soni (Bruguière, 1789)
- Chauvetia taeniata Gofas & Oliver, 2010
- Chauvetia tenebrosa Oliver & Rolán, 2008
- Chauvetia tenuisculpta (Dautzenberg, 1891)
- Chauvetia turritellata (Deshayes, 1835)
- Chauvetia ventrosa Nordsieck, 1976